# Moxie, avagy a vagány csajok visszavágnak
A Moxie, avagy a vagány csajok visszavágnak (eredeti cím: Moxie) 2021-ben bemutatott amerikai zenés-vígjáték, amelyet Amy Poehler rendezett. A forgatókönyvírók Tamara Chestna és Dylan Meyer, akik Jennifer Mathieu 2015 azonos című regényének alapján dolgoztak. A főszerepet Hadley Robinson, Lauren Tsai, Patrick Schwarzenegger, Nico Hiraga, Sydney Park, Josephine Langford, Clark Gregg, Ike Barinholtz, Poehler és Marcia Gay Harden alakítják.
A filmet 2021. március 3-án adta ki a Netflix, és általánosságban vegyes értékeléseket kapott a kritikusoktól.

## Szereplők
| Szerep          | Színész                | Magyar hang     |
| --------------- | ---------------------- | --------------- |
| Vivian          | Hadley Robinson        | Rudolf Szonja   |
| Claudia         | Lauren Tsai            | Mentes Júlia    |
| Lucy            | Alycia Pascual-Peña    | Tamási Nikolett |
| Seth            | Nico Hiraga            | Rada Bálint     |
| Kaitlynn        | Sabrina Haskett        | Eke Angéla      |
| Mitchell Wilson | Patrick Schwarzenegger | Czető Roland    |
| Kiera           | Sydney Park            | Lamboni Anna    |
| Amaya           | Anjelika Washington    | Csifó Dorina    |
| Meg             | Emily Hopper           | Hermann Lilla   |
| CJ              | Josie Totah            | Staub Viktória  |
| Lisa            | Amy Poehler            | Zakariás Éva    |
| Mr. Davies      | Ike Barinholtz         | Király Attila   |
| Shelly igazgató | Marcia Gay Harden      | Kovács Nóra     |
| Emma Cunnigham  | Josephine Langford     | Czető Zsanett   |
| John            | Clark Gregg            | Czvetkó Sándor  |
| Jason           | Joshua Darnell Walker  | Ember Márk      |
| Bradley         | Charlie Hall           | Kenéz Ágoston   |
| Blaze           | Darrell M. Davie       |                 |
| Darryl          | Cooper Mothersbaugh    |                 |
| U-copy Clerk    | Ron Perkins            |                 |

## A film készítése
2019 februárjában bejelentették, hogy Amy Poehler rendezi a filmet Tamara Chestna forgatókönyvéből, a Paper Kite Productions gyártásával és a netflix terjesztésével. 2019 októberében Hadley Robinson, Lauren Csai, Patrick Schwarzenegger és Ike Barinholtz csatlakozott a film stábjához. 2019 novemberében Josephine Langford, Marcia Gay Harden és Clark Gregg csatlakozott a szereplők köreihez.

### Forgatás
A film forgatása 2019 októberében kezdődött Los Angelesben.

## Megjelenés
A film 2021. március 3-án jelent meg a Netflixen.